# Bataille du Pantano de Vargas
Guerre d'indépendance de la Colombie
Batailles
m
Première république (1810-1815)
- Bajo Palacé
- Magdalena
- Admirable
- Guerre Civile
- Nariño dans le Sud
- Río Palo
- Tolú

Reconquête espagnole (1815-1819)
- Carthagène des Indes
- Cachirí
- Cuchilla del Tambo
- La Plata
- Régime de terreur

Campagne libératrice (1819)
- Paya
- Passage des Andes
- Corrales
- Gámeza
- Pantano de Vargas
- Boyacá

Grande Colombie (1819-1824)
- Campagne fluviale et navale
- Campagne de Pasto

La bataille du marais de Vargas, en espagnol Batalla del Pantano de Vargas, est livrée le 25 juillet 1819 dans un marais près de la municipalité de Paipa, au centre de l'actuel département colombien de Boyacá, au cours de la campagne libératrice de la Nouvelle-Grenade. Les troupes indépendantistes de Bolívar, composées de patriotes vénézuéliens et néo-grenadins, ferment la route de Bogota à José María Barreiro, commandant des forces royales de la couronne d'Espagne.
Grâce à cette victoire, les troupes libératrices parviennent à Tunja le 4 août 1819.

## Contexte
Depuis le mois de mai 1819, Simón Bolívar a entrepris de libérer la Nouvelle-Grenade du joug espagnol. Parti du Venezuela, il a rejoint les patriotes de Francisco de Paula Santander dans la province de Casanare puis a franchi les Andes à travers le difficile passage du paramo de Pisba.
Parvenu à Gámeza, l'armée de patriotes affronte les royalistes dirigés par le colonel José María Barreiro lors de la bataille de Gámeza. Le résultat de cette bataille est contesté et les deux parties s'attribuent la victoire. Les patriotes ne parviennent pas à prendre le pont de Gámeza, mais Barreiro ne peut pas empêcher l'invasion de Tunja, porte de l'altiplano cundiboyacense.
Le matin du 25 juillet, Bolívar ordonne de reprendre la marche en direction de Paipa, avec l'intention de couper la communication de l'armée royaliste avec Bogota : Barreiro comprend la menace et mobilise ses troupes pour l'arrêter, le rencontrant enfin au Pantano de Vargas.

## Déroulement de la bataille

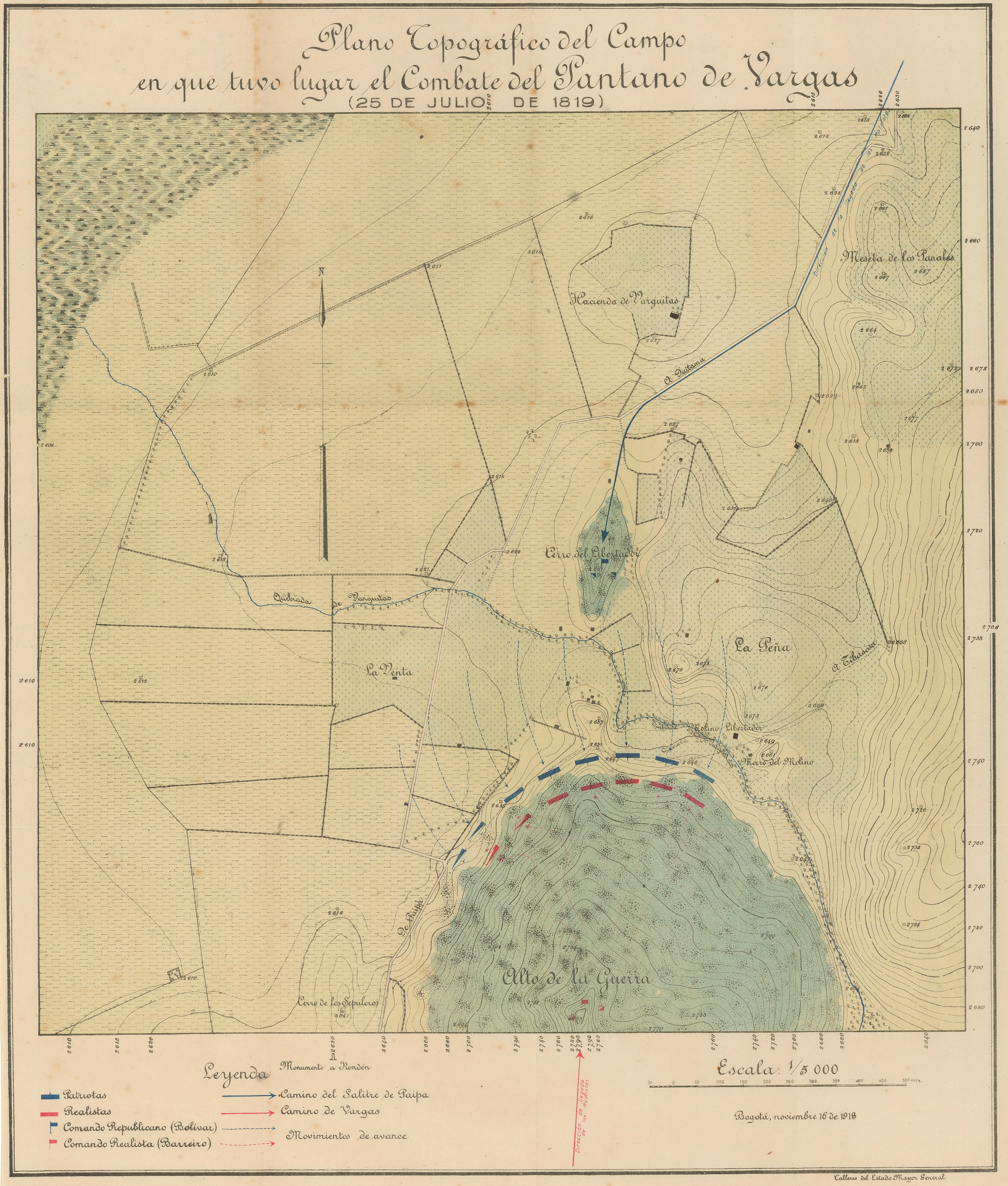
Carte de la bataille du Pantano de Vargas.

Le jour de la bataille, le 25 juillet 1819, Bolívar a réuni environ 2 200 hommes. Le général a décidé de mener les troupes sur le chemin de Paipa, pour attaquer l'arrière-garde ennemie. Tandis que les troupes marchent à l'est du Pantano de Vargas, les royalistes viennent leur bloquer le chemin. Les troupes patriotes font face aux Espagnols mais ceux-ci ont l'avantage du terrain et au moins 3 000 soldats, ce qui fait pencher la bataille en leur faveur.
Bolívar envoie deux bataillons d'infanterie à droite, sous le commandement de José Antonio Anzoátegui, et le reste de l'infanterie sous le commandement de Santander sur la gauche, laissant à l'arrière la cavalerie sous son propre commandement. Barreiro quant à lui organise ses forces en trois lignes en tirant parti de la pente.
À 11 heures, la bataille commence. Les deux bataillons d'Anzoátegui avancent vers la droite, mais sont attaqués et repoussés par les Espagnols, plus nombreux, qui veulent éviter d'être encerclés. Bolívar ordonne alors à Santander d'attaquer à gauche, faisant diminuer la pression espagnole sur les deux bataillons de droite qui attaquent à nouveau, reprenant à l'armée royaliste le territoire qu'elle avait conquis. L'idée de Bolívar consiste à encourager Barreiro à envoyer ses réserves dans la bataille avec chaque retraite de ses troupes. Après deux heures de combat, les troupes royalistes forcent l'aile gauche patriote qui chargeaient continuellement à la baïonnette, mais Bolívar a ordonné une contre-attaque qui récupère le terrain perdu. Un soldat ennemi tire sur la nuque du général Santander, mais le colonel Joaquín París Ricaurte, quittant la bataille, constate que la balle n'a pas pénétré la peau. À ce moment, le leader patriote envoie au combat la Légion britannique sous le commandement de James Rooke, qui charge l'ennemi. Le mouvement stoppe l'avance des troupes espagnoles, mais le combat continue farouchement. Barreiro envoie alors le reste de l'armée espagnole pour repousser les patriotes, c'est à cet instant que le général Barreiro hurle : « Même Dieu ne peut plus me prendre la victoire ». Les patriotes sont totalement désorientés, de sorte que la victoire de l'Espagne est pratiquement assurée.

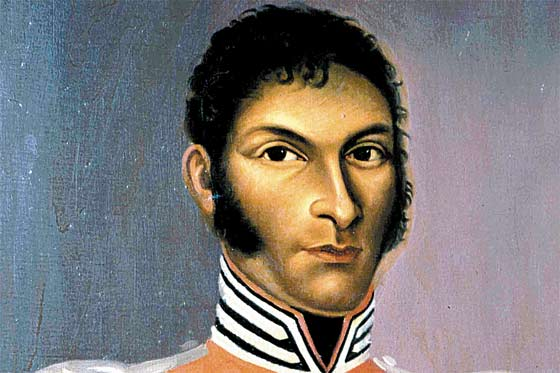
Portrait de Juan José Rondón, par Constancio Franco

À six heures du soir, alors que la défaite des patriotes est imminente, Bolívar décide d'envoyer les dernières réserves de son armée, composées de lanciers des llanos dirigés par le Vénézuélien Juan José Rondón. Bolívar crie alors au colonel la phrase historique : « Colonel, sauvez notre Patrie », ce à quoi le colonel répond : « C'est que Rondón ne s'est pas encore battu ».
À cette charge de cavalerie prennent également part les officiers vénézuéliens Leonardo Infante et Lucas Carvajal, dont le général Santander dira que « la gloire du pantano de Vargas appartient au colonel Rondón et au lieutenant-colonel Carvajal ; à nul autre n'a été accordée en ce glorieux jour la renommée des braves ».
Rondón est d'abord suivi par quatorze lanciers, qui sont rejoints par les autres cavaliers qui n'avaient pas combattu jusque-là. Ils chargent de front l'armée royaliste désorganisée et incapable de réagir. Barreiro prend acte de sa défaite et se retire de cette bataille décisive, repliant ses troupes restantes à Paipa, tandis que l'armée de Bolívar retourne victorieuse à Corrales de Bonza le lendemain.

## Conséquences
Les conséquences à court terme sont énormes, comme servant de stimulant militaire et psychologique aux forces de libération et démoralisant les Espagnols. Le cri de Simón Bolívar, Salve usted la Patria, est la devise de la cavalerie de l'armée colombienne.
Le colonel Rooke, commandant de la Légion britannique, est blessé par une balle au bras gauche. Il se le fait amputer et lorsque c'est fait il le lève de la main droite et crie en castillan « Vive la Patrie ! ». Le chirurgien lui demande en anglais : « Quelle Patrie ? Irlande ou Angleterre ? » et Rooke secoue négativement la tête et répond : « Celle qui me donnera une sépulture ». Le colonel Rooke meurt quelques jours après son amputation. Sa veuve, Anna Rooke, jouit d'une pension et reçoit une somme d'argent au titre de compensation.
Outre le colonel Rooke, la bataille du Pantano de Vargas a fait 350 morts dans l'armée patriote et 500 chez les royalistes.
Cette victoire initie le mouvement stratégique de Simón Bolívar, connu sous le nom de Contremarche de Paipa (es), qui met en place les conditions du combat décisif qui aura lieu 12 jours plus tard, le 7 août 1819, au cours de la bataille du pont de Boyacá.

## Monument
Pour la célébration des 150 ans de l'indépendance, le maître Rodrigo Arenas Betancourt (es) a sculpté une œuvre en bronze et en béton de 33 mètres de haut (la plus grande de Colombie). Elle est située près de la municipalité de Paipa, elle représente la charge des lanciers du colonel Juan José Rondón, tournant décisif de la bataille.